# フォールアウト (ドラマ)
『フォールアウト』（英語: Fallout）は、アメリカ合衆国のテレビドラマ。ビデオゲーム「フォールアウト」シリーズの実写オリジナルドラマ。2024年4月11日より、Amazon Prime Videoでシーズン1全8話を全世界一挙配信。

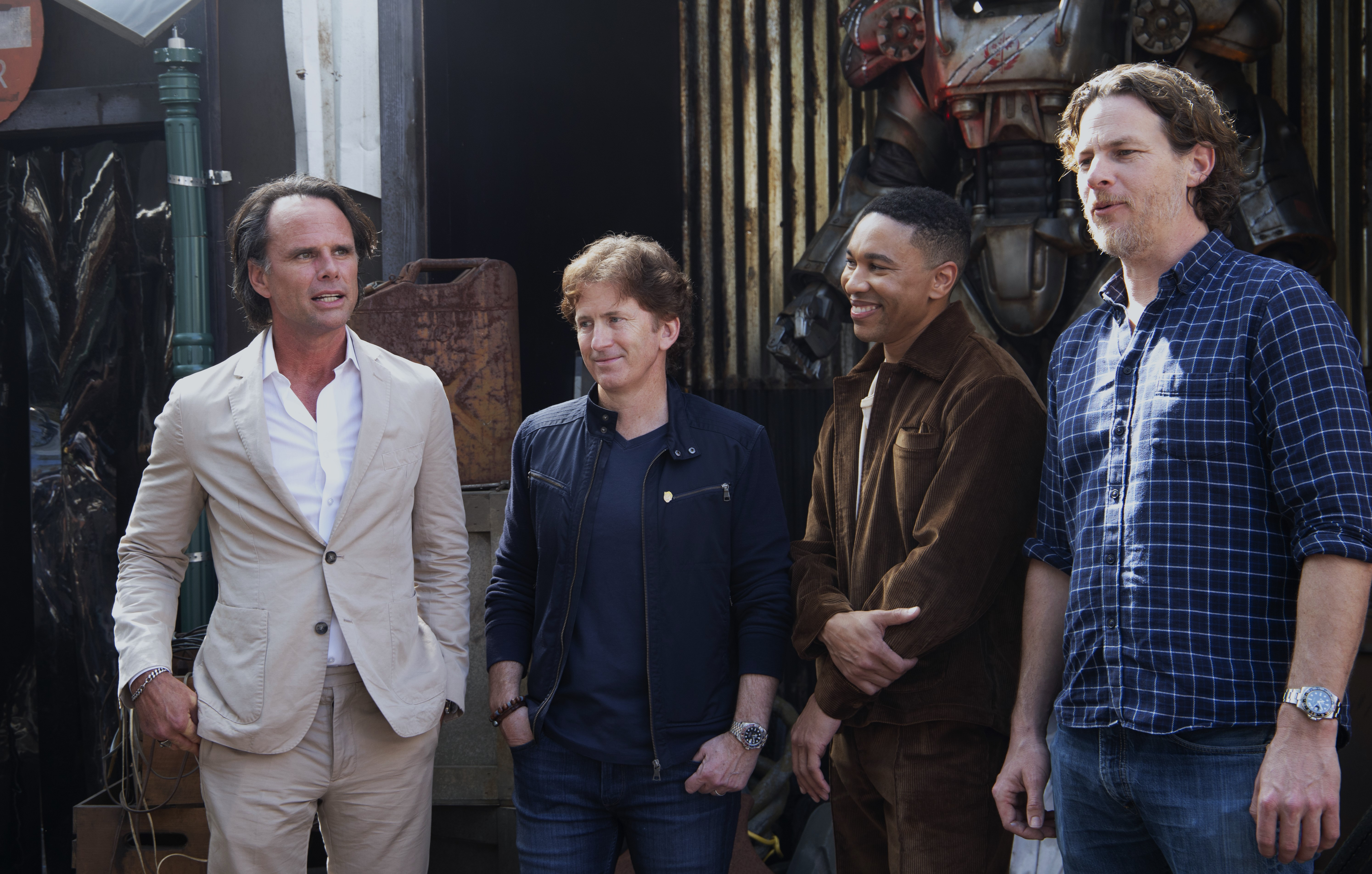
左から、ウォルトン・ゴギンズ、トッド・ハワード、アーロン・モートン、ジョナサン・ノーラン（SXSW2024にて）

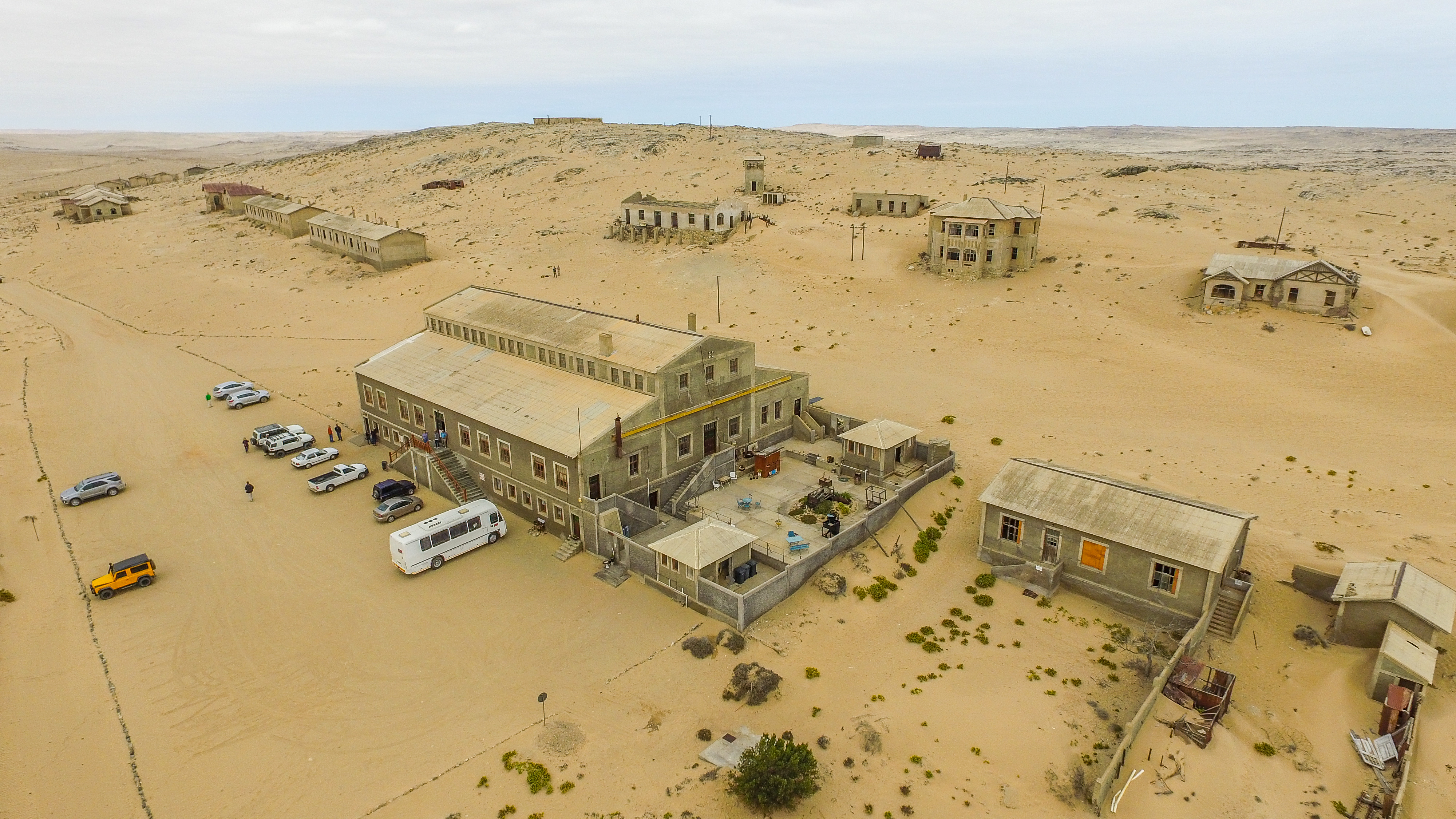
ロケ地に使われたナミビアのゴーストタウン「コールマンスコップ」

## あらすじ
2077年に核戦争が勃発しポストアポカリプスとなった、2296年のカリフォルニアが舞台。
Vault 33 居住者のルーシー、Brotherhood Of Steel（B.O.S.）の見習い兵士マキシマス、賞金稼ぎのグール、3人の主人公を通じて物語が描かれる。

## キャスト
※括弧内は日本語吹替。括弧なしは声優不明。
- ルーシー・マクレーン / エラ・パーネル[6]（沢城みゆき）

Vault33の住民。Vault32の青年と結婚式を挙げるが、Vault32の人々の正体がレイダーの一団だったため交戦。父親のハンクを首領のモルデイヴァーに拉致されてしまい、助けるためウェイストランドへ旅立つ。
- マキシマス / アーロン・モートン（英語版）[6]（あべそういち）

B.O.S.のイニシエイトの青年。NCR出身。2281年、フーバーダムを巡る戦いの後にシェイディ・サンズへ行われた核攻撃を生き延び、B.O.S.に保護された過去を持つ。
- グール、クーパー・ハワード / ウォルトン・ゴギンズ[6]（堀内賢雄）

ウェイストランドで賞金稼ぎをしているグールの男。かつては一世を風靡した俳優であり、妻のバーブと娘のジェイニーと三人家族であった。モルデイヴァー、Vault-Tec社と浅からぬ因縁がある。
- ノーム・マクレーン / モイセス・アリアス（須藤翔[7]）

ルーシーの弟。レイダーの襲撃を辛くも生き残り、Vaultに隠された陰謀に足を踏み入れることになる。
- ハンク・マクレーン / カイル・マクラクラン（原康義[7]）

ルーシーとノームの父。Vault33の監督官として住民を率いていたが、レイダーの一団に拉致されてしまう。
- チェット / デイブ・レジスター

Vault33の住民。ルーシーとノームの従兄弟。
- ステフ・ハーパー / アナベル・オヘイガン（高橋雛子[8]）

Vault33の住民。妊婦。
- ベティ・ピアソン / レスリー・アガムズ（高乃麗[7]）

Vault33の評議員で元監督官の女性。Vaultに隠された陰謀について知っている節があり、陰謀を暴こうとするノームを警戒している。
- ウッディ・トーマス / ザック・チェリー（いとうさとる[9]）

Vault33の評議員。眼鏡の男性。
- レジ・マクフィー / ロドリゴ・ルッツィ

Vault33の評議員。細身の男性。
- ヴェロニカ / ダニエル・アロンゾ（ニケライ・ファラナーゼ[10]）

Vault33の住民。看守。
- Dr. シギ・ヴィルツィヒ / マイケル・エマーソン（牛山茂[7]）

エングレイヴから離反した科学者。とある事情から様々な勢力に追われつつも、相棒の犬「CX-404」とウェイストランドで放浪生活を送っている。
- サディアス / ジョニー・ペンバートン（霧生晃司[11]）

B.O.S.のイニシエイト。マキシマスに対するいじめの主犯格。かつては自身が周囲にいじめられていた。マキシマスに内心罪悪感を抱いている。
- デイン / ゼリア・メンデス＝ジョーンズ（小市眞琴[12]）

B.O.S.のイニシエイト。マキシマスの友人。
- ナイト・タイタス / マイケル・ラパポート（露崎亘[13]）

B.O.S.のナイト。
- エルダークレリック・クインタス / マイケル・クリストファー（森功至）

B.O.S.の指導者。
- マ・ジューン / デイル・ディッキー（大西多摩恵）

フィリーに拠点を置く雑貨屋の女主人。
- スニップ・スニップ、セバスチャン・レスリー / マット・ベリー（岩崎ひろし[7]）

ロブコ工業に製造された業務用ロボット「Mr.ハンディ」の一体。ウルトラスーパーマーケットを拠点とする臓器売買組織の配下。機械音声にクーパーの知人の俳優の声が使われている。
- バーディ / シェリーン・デイビス
- ベンジャミン / クリス・パーネル（子安武人）
- トロイ保安官 / ラッセル・ユーイング（沢城千春）
- 血清売り / ジョン・デイリー
- バド・アスキンス / マイケル・エスパー
- バーブ・ハワード / フランシス・ターナー

クーパーの妻。Vault-Tec社の重役。
- リー・モルデイヴァー / サリタ・チョウドリー（桜井ひとみ[7]）

レイダーの首領。
その他吹替声優: 阿部竜一、和優希、広瀬竜一、細川祥央、角田雄二郎、及川いぞう、佐々木祐介、田所陽向、田部圭祐、山口立花子、本郷美里、松川裕輝、裕樹、柳生拓哉、山下タイキ、小野寺悠貴、杏寺円花、高瀬右光、近松孝丞、江頭宏哉、草野峻平、後藤光祐、大下昌之、折井あゆみ、石住昭彦、柳沢栄治、花輪英司、小林優子、杉山里穂 
日本語版制作: プロセンスタジオ株式会社、翻訳: 伊勢田京子、字幕: 木田雅子、演出: 簑浦良兵、翻訳監修: KINTAN先生（YouTuberきんたん）

## 背景・反響
2020年7月3日に製作発表、2023年10月24日に配信日発表、2023年12月3日にティザートレイラーを公開した（日本語吹替トレイラーは2024年3月8日）。
製作総指揮はジョナサン・ノーランとリサ・ジョイほか。『ウエストワールド』や『ペリフェラル』に続く二人の共作となる。
作中には『フォールアウト NV』と矛盾するように受け取れる描写があるが、本作もNVもシリーズ正史に含まれると明言されている。
IGN USでは9/10点、Metacriticでは73/100点、Rotten Tomatoesでは93%の高評価を得た（配信翌日時点）。シリーズの現開発者トッド・ハワードや、初代開発者ティム・ケインからも好意的な評価を受けている。配信開始後、Steamでシリーズ過去作のプレイヤー数が急増した。
受賞に「2024年プライムタイム・エミー賞ドラマ部門新興メディアプログラム賞」「第52回サターン賞スポットライト賞」ほか。
シーズン2の制作が決定しており、2025年12月の配信公開を予定している。また、シーズン3の制作も予定されている。